# Julia Bell
Julia Bell (ur. 28 stycznia 1879, zm. 26 kwietnia 1979) – angielska genetyczka i statystyk (uczennica Karla Pearsona), współpracownica Johna B.S. Haldana, należąca do pionierów badań genomu człowieka, znana z odkrycia zespołu łamliwego chromosomu X („Martin–Bell syndrome”).

## Życiorys
Uczęszczała do Girton College w Cambridge (zob. University of Cambridge, Kolegia), pierwszej żeńskiej szkoły wyższej, założonej w roku 1869. W roku 1901 zdała Mathematical Tripos exam, lecz jako kobieta nie mogła kontynuować studiów w Cambridge lub Oksfordzie. Uzyskała stopień M.A. w Trinity College w Dublinie na podstawie wyników badań paralaksy słonecznej, wykonanych w obserwatorium astronomicznym University of Cambridge.
W roku 1908 przeniosła się do University College London, w którym otrzymała stanowisko asystenta jako statystyk. Jej mentorem był Karl Pearson (1857–1936), prekursor statystyki matematycznej, dzięki któremu zainteresowała się zastosowaniami matematyki w medycynie. Studiowała w London School of Medicine for Women, założonej w roku 1874 przez Elizabeth Garrett Anderson, Sophię Jex-Blake i Elizabeth Blackwell (zob. kobiety w nauce > Europa). Jej medyczne kwalifikacje uznano w roku 1922, a w roku 1938 otrzymała tytuł Fellow Royal College of Physicians. Pracowała naukowo w Medical Research Council (United Kingdom) i w Galton Laboratory University College

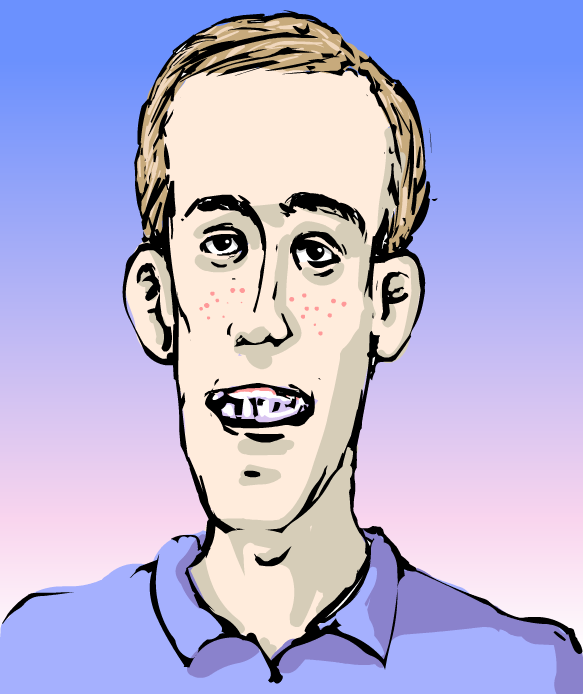
Wygląd twarzy mężczyzny
z „Martin–Bell syndrome”

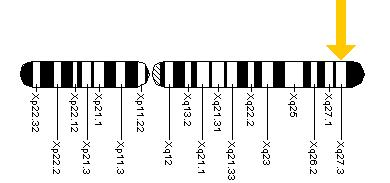
Chromosom X i miejsce genu FMR1 (odkrytego w roku 1991), którego premutacja jest przyczyną „Martin–Bell syndrome”

Po odejściu na emeryturę w wieku 86 lat nadal utrzymywała kontakt z naukowym środowiskiem genetyków. Zmarła w wieku 100 lat.

## Praca naukowa
Julia Bell wniosła – jako jedna z pionierów – wielki wkład w udokumentowanie dziedzicznego charakteru wielu chorób. Jest autorką licznych prac z serii The Treasury of Human Inheritance, opracowywanej w okresie 1909–1956 w The Galton Laboratory Bell's. Redaktor serii, genetyk Peter Harper – autor artykułu Julia Bell and the Treasury of Human Inheritance (2005) – napisał, że zgromadzenie „Treasury” było możliwe dzięki powiązaniu sprawności matematycznej z wiedzą genetyczną i doświadczeniem klinicznym.
Przełomowe znaczenie jest przypisywane interpretacji związków między ślepotą barw i hemofilią w oparciu o genetyczne zmiany w chromosomie X:
Julia Bell, John B.S. Haldane,
Colour-Blindness and Haemophilia in Man (1937).
Praca odegrała istotną rolę w pierwszym okresie poszukiwań wiedzy o ludzkim genomie. W roku 1943 ukazała się druga publikacja o przełomowym charakterze, dotycząca zespołu wad wrodzonych, nazwanego Martin–Bell syndrome, obecnie znanego jako fragile X syndrome (zespół łamliwego chromosomu X):
James Purdon Martin, Julia Bell (National Hospital, London),
A Pedigree of Mental Defect Showing Sex-Linkage.
Publikacja zapoczątkowała wieloletnie badania, zmierzające do wyjaśnienia etiologii tego zespołu, oraz badania innych zespołów wad wrodzonych, np. takich jak: zespół Marfana, Beckwitha-Wiedemanna, Simpsona-Golabi-Behmel, Weavera, Sotosa, Proteusza (z nazwiskiem Julii Bell wiąże się pięć odmian brachydactylii).
Będąc w wieku 82 lat Julia Bell napisała oryginalną publikację naukową na temat różyczki i ciąży.